# Ильинское (Волжское сельское поселение, Костромская область)
Ильинское — село в Нерехтском районе Костромской области России. Входит в состав Волжского сельского поселения.

## География
Село находится в юго-западной части Костромской области, в подзоне южной тайги, к западу от автодороги Р600, на расстоянии приблизительно 23 километров (по прямой) к северо-востоку от города Нерехты, административного центра района. Абсолютная высота — 126 метров над уровнем моря.

### Климат
Климат характеризуется как умеренно континентальный, с продолжительной холодной многоснежной зимой и коротким сравнительно тёплым летом. Средняя температура воздуха самого холодного месяца (января) — −11,8 °C (абсолютный минимум — −46 °C); самого тёплого месяца (июля) — 17 °C (абсолютный максимум — 37 °С). Безморозный период длится около 125 дней. Продолжительность периода активной вегетации растений (выше 10 °C) составляет примерно 127 дней. Годовое количество атмосферных осадков — 491 мм, из которых большая часть выпадает в тёплый период. Снежный покров держится в течение 150 дней.

### Часовой пояс
Село Ильинское, как и вся Костромская область, находится в часовой зоне МСК (московское время). Смещение применяемого времени относительно UTC составляет +3:00.

## История
Известно с 1610 года как село, пожалованное Василием Шуйским стремянному конюху Шихману Касаткину. В 1628 году здесь упоминается Ильинская церковь. В 1808 году была построена каменная Богородицкая церковь (ныне в руинированном состоянии). В 1872 году здесь было учтено 29 дворов, в 1907 году отмечено было 27 дворов. 

## Население
| 2008 | 2010 | 2014 |
| ---- | ---- | ---- |
| 1    | ↘0   | ↗1   |

### Национальный состав
Согласно результатам переписи 2002 года, в национальной структуре населения русские составляли 100 % из 3 чел.